# GNU Plotutils
GNU Plotutils är en uppsättning fria verktyg för kommandotolken, samt programbibliotek för C och C++. Plotutils används för att skapa 2D plotgrafik från en fil. Det används i projekt såsom PSPP och UML graph samt i många områden av akademisk forskning. Det är inkluderat i flera Linux-distributioner, exempelvis Debian men ingår även i Cygwin. Windows- och Mac OS X-versioner finns också tillgängliga. GNU Plotutils är licensierad under den fria licensen GPL.